# Fortezza Medicea (Siena)

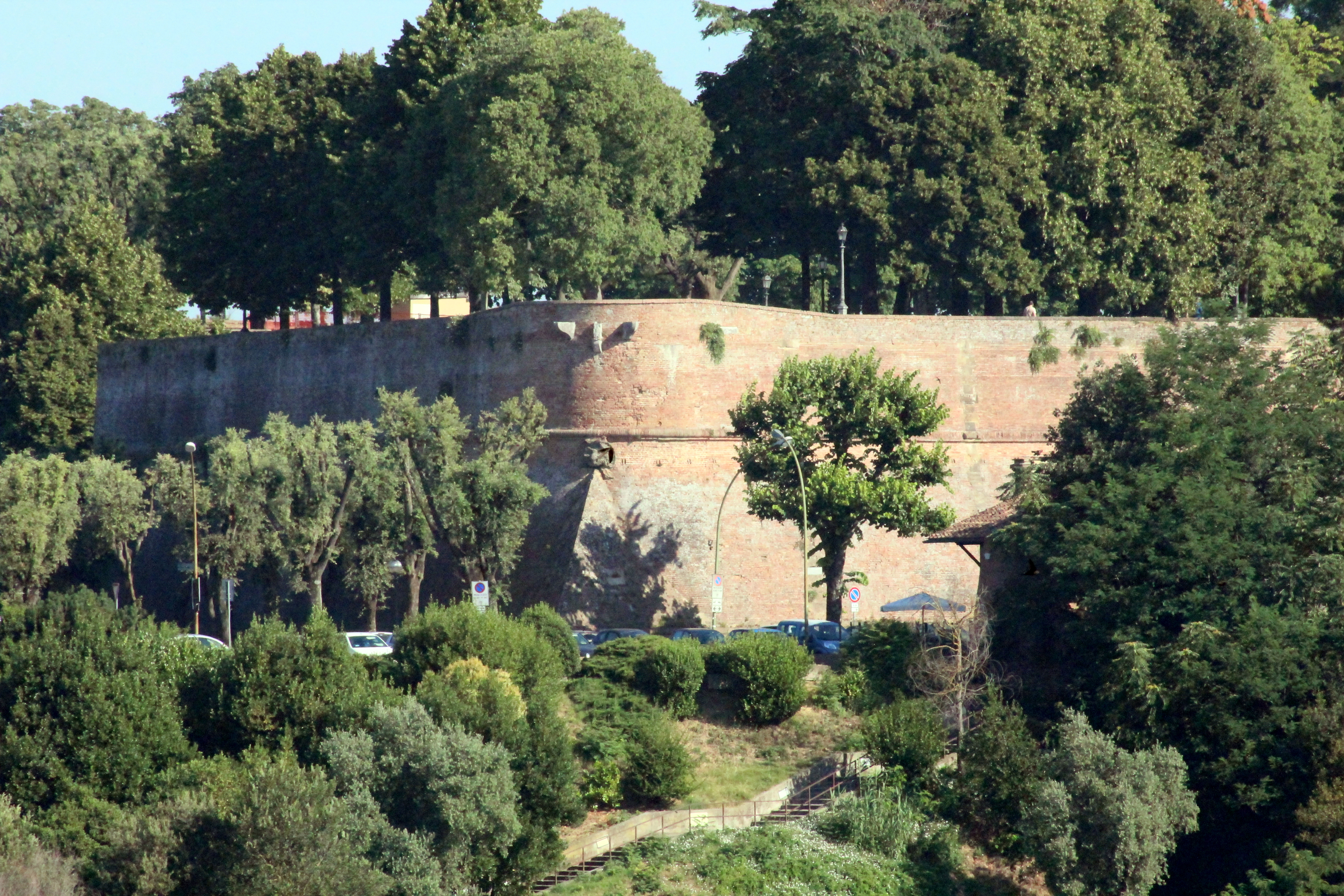
Panorama der Festung Fortezza Medicea mit der Südostspitze Bastione San Domencio

Die Fortezza Medicea in Siena (auch unter dem Namen Forte Santa Barbara bekannt) ist eine zwischen 1561 und 1563 auf Befehl des Florentiner Herzogs Cosimo I. de’ Medici errichtete Festung. Sie liegt am Nordwestrand der historischen Altstadt in unmittelbarer Nähe zur Basilica di San Domenico und zum Stadion Artemio Franchi des heimischen Fußballvereins ACN Siena (ehemals AC Siena und Robur Siena).

## Geschichte

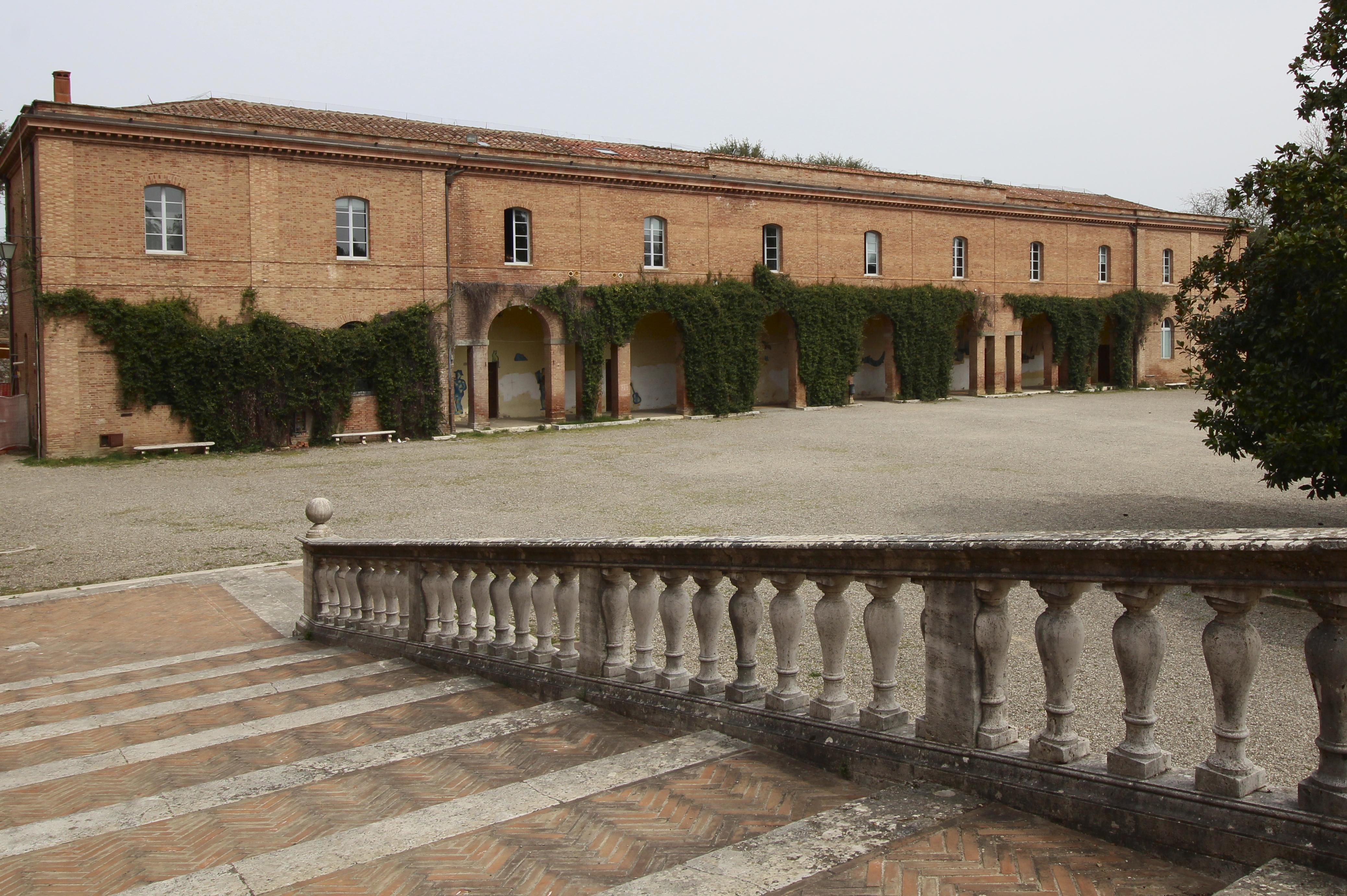
Die Kaserne vom Innenhof gesehen

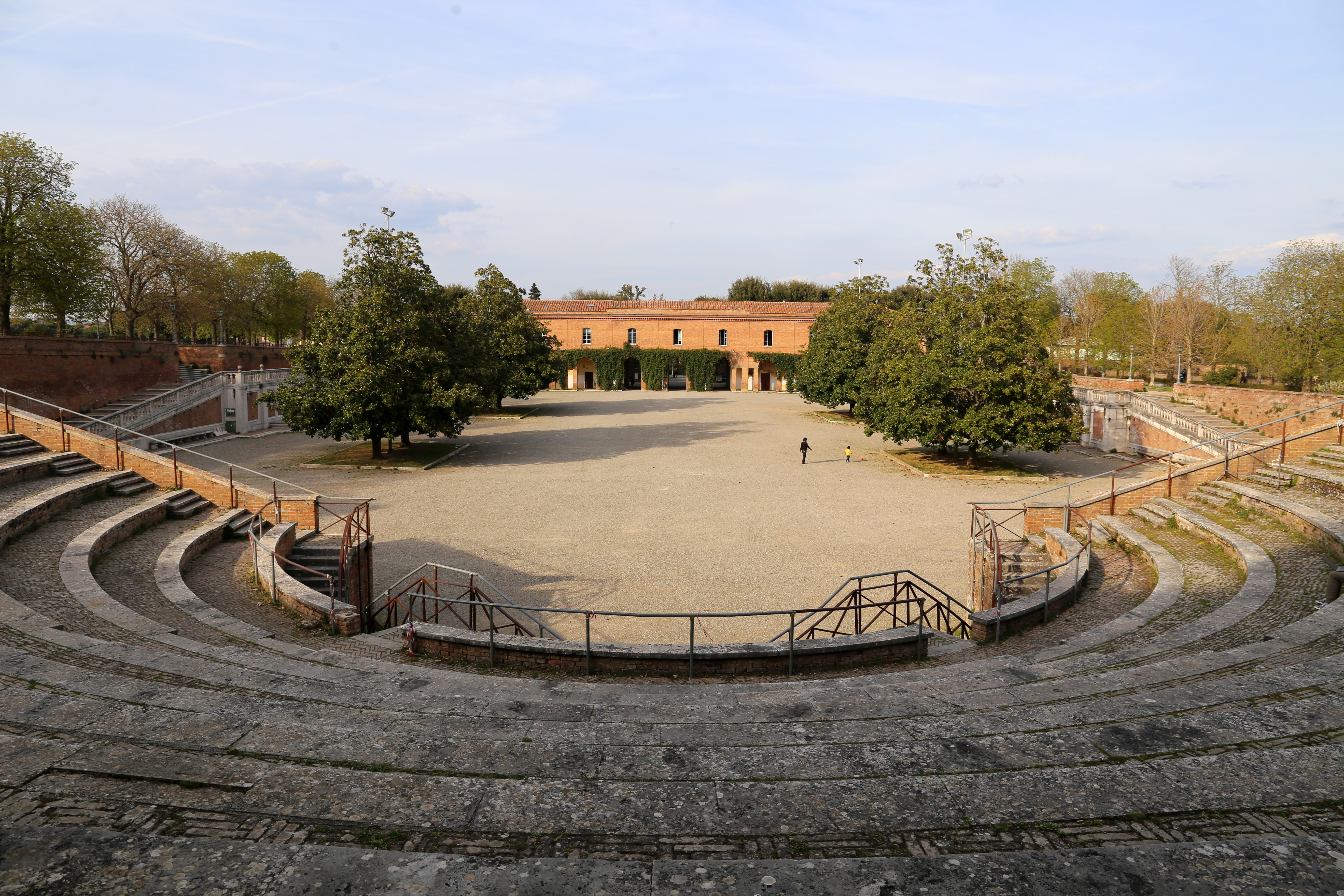
Das Amphitheater, im Hintergrund die Kaserne

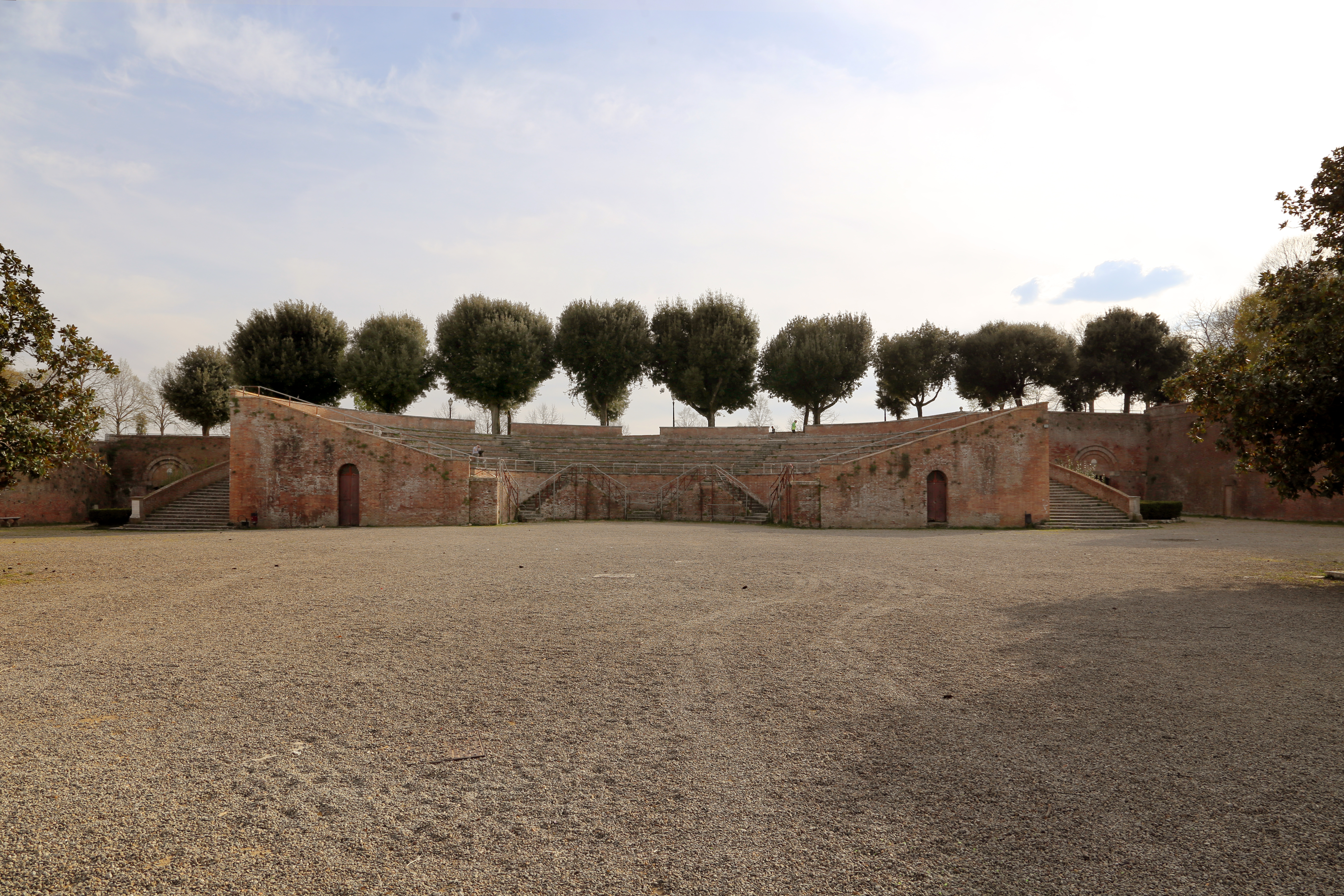
Das Amphitheater vom Innenhof gesehen

Die Festung entstand an dem Ort, an dem von 1181 bis 1526 das Kloster Monastero cistercense di San Prospero der Zisterzienser stand und das 1526 im Konflikt zwischen Siena und Florenz in der Schlacht Battaglia di Camollia zerstört wurde. Bereits 1548 hatte Kaiser Karl V. an fast gleicher Stelle schon einmal eine Festung errichten lassen, die Siena unter spanischer Kontrolle halten sollte. Deren Nordspitze lag etwa 250 m nordöstlich des heutigen Eingangsbereiches hinter dem heutigen Justizpalast. Jedoch erhoben sich die Sienesen ab dem 26. Juli 1552 gegen die Besatzer, die sich in die Zitadelle flüchteten und dort belagert wurden. Nach Verhandlungen verließen die Spanier am 5. August die Stadt durch die Porta Camollia. Fast sofort nach dem Auszug der Spanier begannen die Seneser mit dem Abriss der Anlage.
Nachdem die Schlacht von Marciano bei Marciano della Chiana (auch Battaglia di Scannagallo genannt) 1554 die endgültige Niederlage der Republik Siena gegen ihren alten Erzrivalen Florenz besiegelt hatte und Siena sich am 21. April 1555 nach mehr als einjähriger Belagerung den spanischen und toskanischen Truppen ergaben und obwohl ein Rest der Republik Siena mit französischer Hilfe von Montalcino aus den Widerstand fortsetzte, verblieb die Stadt selbst unter spanischer Herrschaft. Der Frieden von Cateau-Cambrésis zwischen Spanien und Frankreich brachte schließlich das endgültige Ende der Republik, und Siena fiel endgültig an Florenz.
Um die Sienesen an der Wiedererlangung ihrer Unabhängigkeit zu hindern, befahl der Herzog 1561 die Errichtung einer neuen Festung kurz südlich der Stelle der 1552 niedergerissenen spanischen Zwingburg. Die Bauarbeiten wurden von Cosimos Architekten Baldassare Lanci aus Urbino geleitet, der seine Karriere als Militärbaumeister begonnen hatte. Nach nur zwei Jahren Bauzeit war das Werk 1563 vollendet.
Die militärische Nutzung als Befestigungsanlage wurde 1778 aufgegeben, und nach einer umfassenden Restaurierung 1937 wurde sie einer neuen Bestimmung als öffentliche Parkanlage zugeführt, die sie auch heute noch erfüllt. In dieser Zeit entstand durch den Architekten Virgilio Marchi das sogenannte Anfiteatro (Amphitheater). Das Gebäude nahe dem Eingangsbereich entstand 1887 durch den Architekten Augusto Corbi und diente zunächst der Militärverwaltung und später als Kaserne (Caserma di Santa Barbara). Heute beherbergt es die Accademia Nazionale del Jazz (Siena Jazz). Außerdem werden im Hof der Festung Veranstaltungen und Konzerte abgehalten, und die Befestigungsanlagen beherbergen eine große Enoteca mit Weinen aus allen Teilen Italiens. Bis 1920 war die Festung bzw. deren Bastione San Domenico an die zur Viale dei Mille parallel verlaufenden Stadtmauern bei der Basilica di San Domenico angeschlossen. Das Stadtmauerteilstück wurde dann herausgebrochen, um über die Viale XV. Aprile den Zugang in das neu entstandene Wohnviertel San Prospero zu ermöglichen.

## Baugestalt
Die Festungswerke bilden ein mit der Längsseite in südwestlich-nordöstlicher Richtung ausgerichtetes Rechteck und sind innerseits etwa 125 × 180 m groß. Sie sind an jeder Ecke mit einer Bastion nach neuitalienischer Manier versehen, die Mauern bestehen aus Ziegeln mit Verzierungen aus gehauenem Stein. Von Bastionsspitze zu Bastionsspitze misst die Anlage etwa 270 × 200 m, die Wälle haben insgesamt einen Umfang von etwa 1500 m. Die Wälle sind etwa 20 m stark und 13 bis 14 m hoch. Die zwei nördlichen Bastionsspitzen tragen das Wappen der Medici, die beiden südlichen zeigt einen Löwenkopf. Alle vier Bastionsspitzen tragen die Namen von Heiligen. Im Nordwesten steht die Bastione San Filippo, Nordosten die Bastione San Francesco (auch Bastione dell’Amore), im Südosten die Bastione di San Domenico und im Südwesten di Bastione della Madonna.

Die Bastionen der Fortezza Medicea von Siena
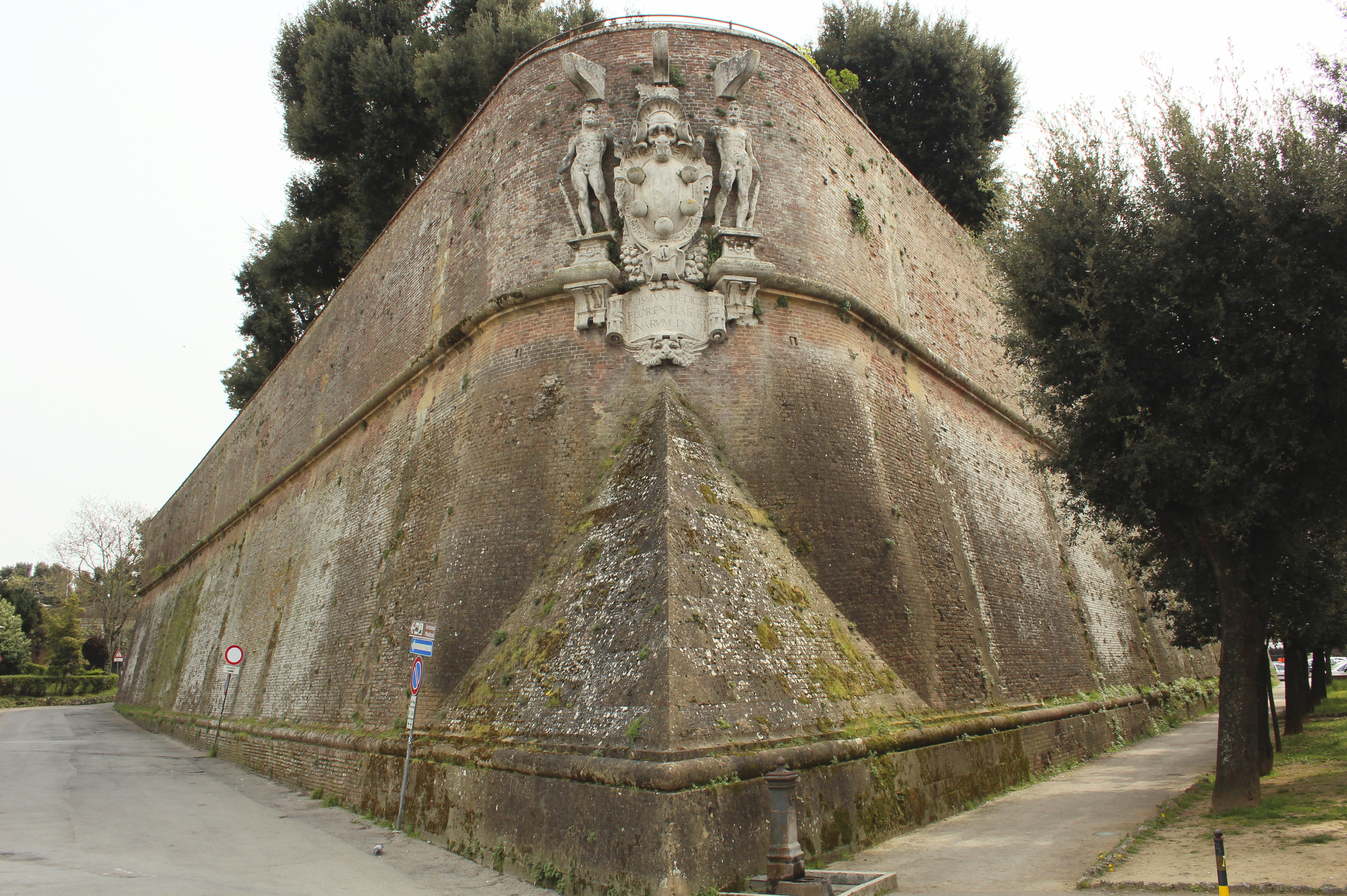
Bastionsspitze der Bastione San Filippo
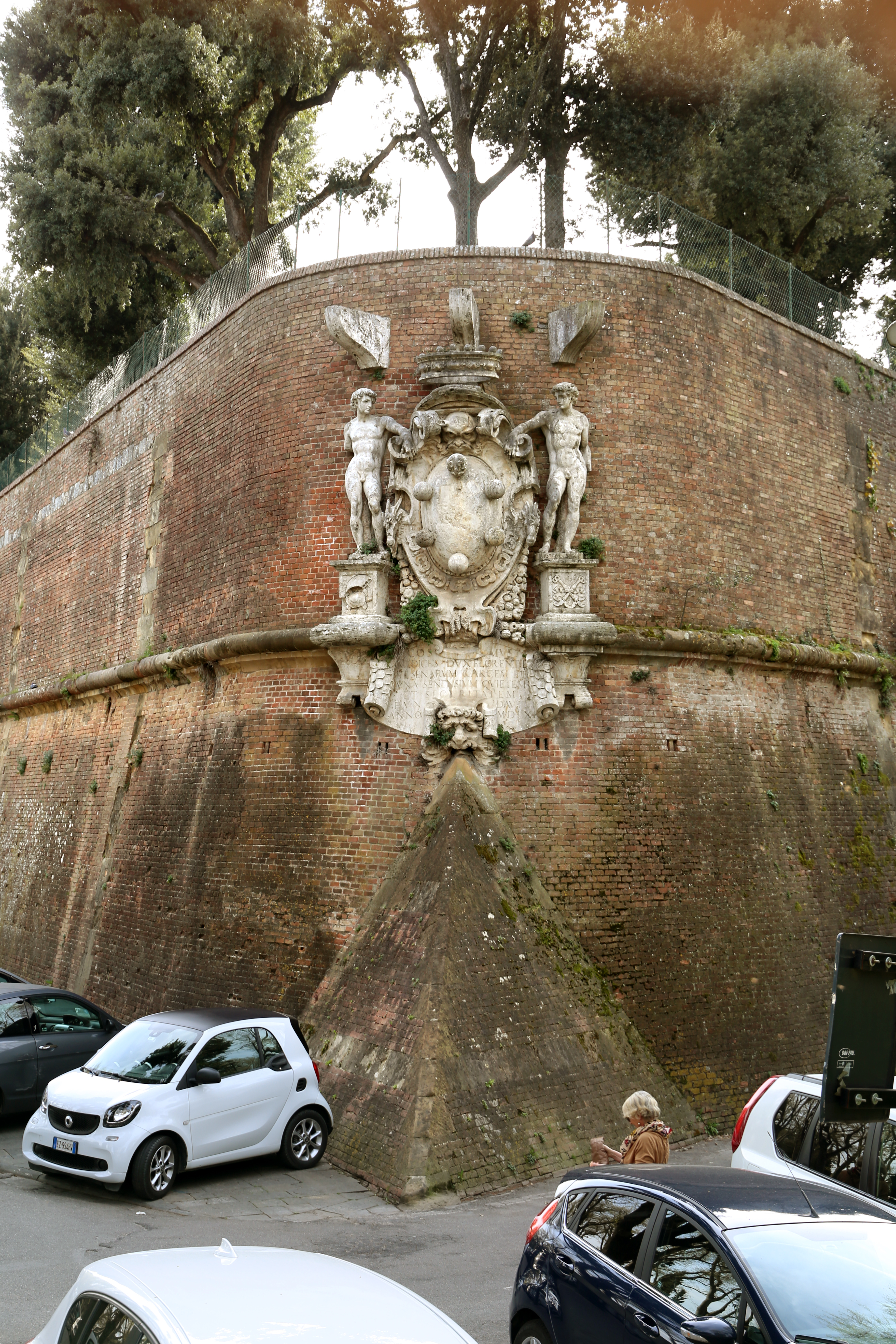
Bastionsspitze der Bastione San Francesco (dell’Amore)
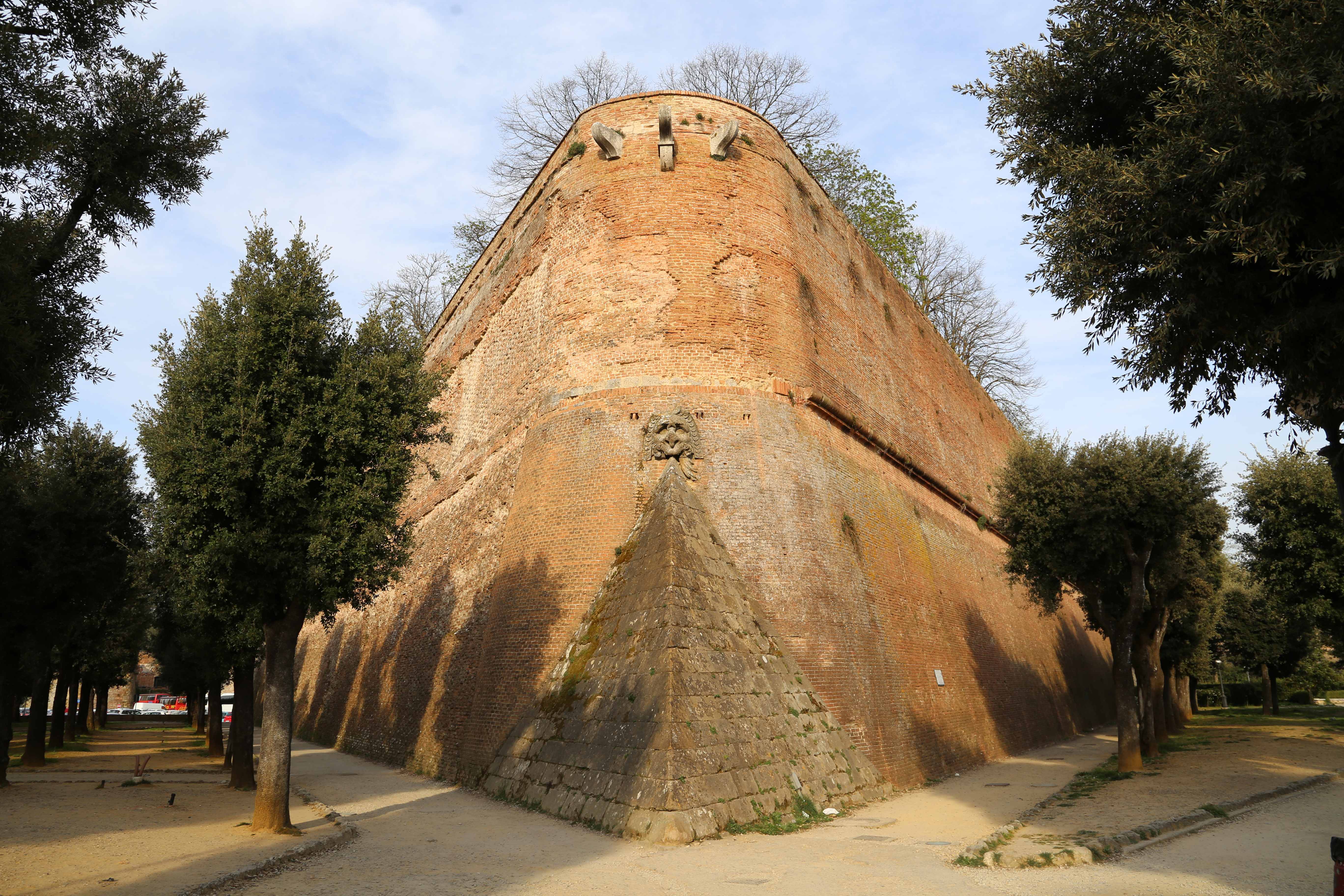
Bastionsspitze der Bastione della Madonna
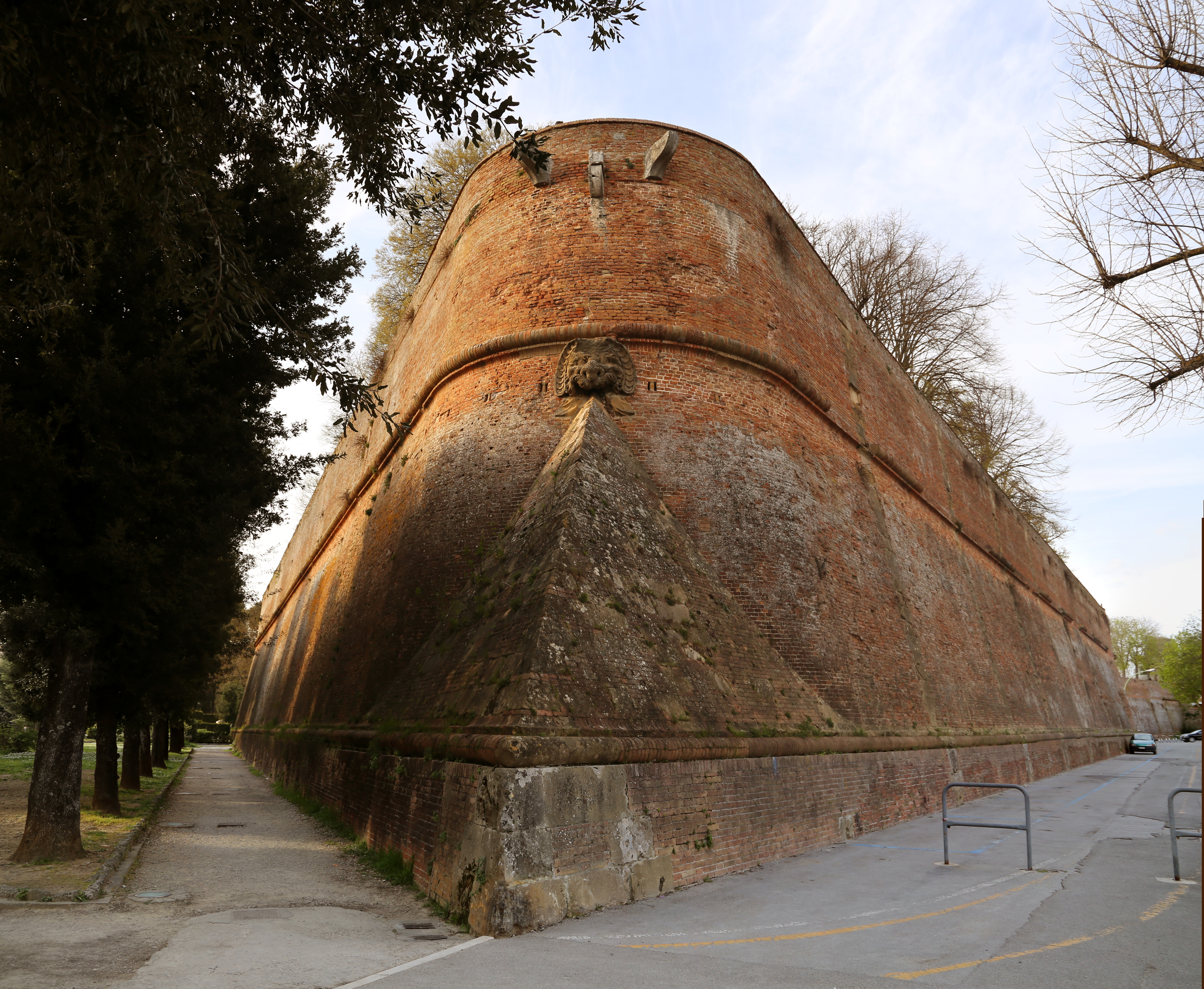
Bastionsspitze der Bastione San Domenico

Der Haupteingang befindet sich auf der Nordostseite. Die Wälle sind heute mit Parkanlagen versehen, mit Bäumen bepflanzt und u. a. als Joggingstrecke beliebt.

## Außenanlagen
An der Südostseite steht eine Bronzestatue der heiligen Katharina von Siena, die in Richtung der Basilica di San Domenico einige hundert Meter weiter nach Südosten blickt, wo sich ein Teil ihrer Reliquien befindet. Südlich der Festung befindet sich der Park Parco della Rimembranza, in diesem befindet sich der Brunnen Fontana di San Prospero. Nördlich der Festung nahe dem Eingangsbereich befindet sich der Park La Lizza mit dem Denkmal an Giuseppe Garibaldi.

Außenanlagen der Fortezza Medicea von Siena
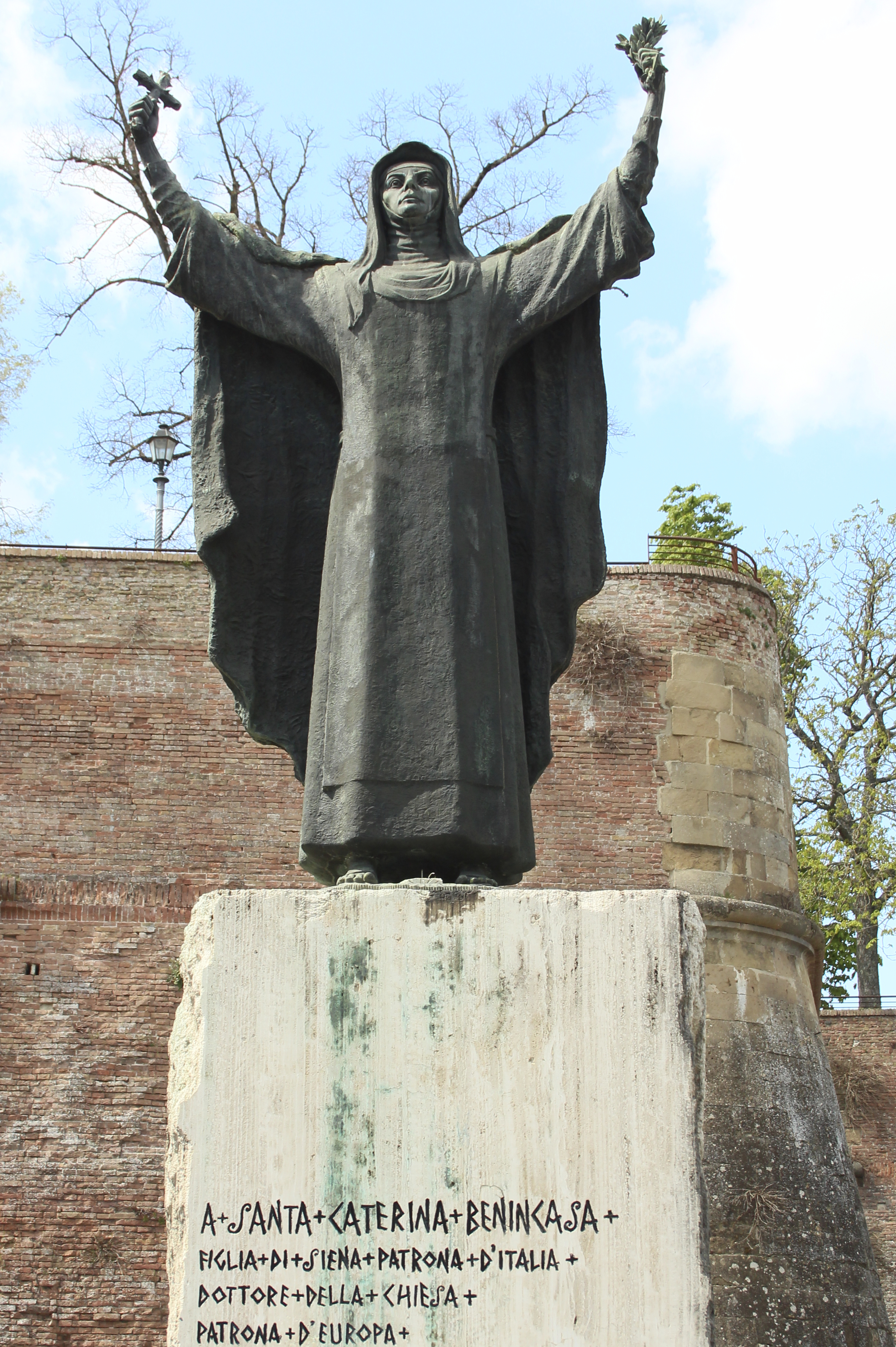
Die Statue der heiligen Katharina von Siena vor der Festung
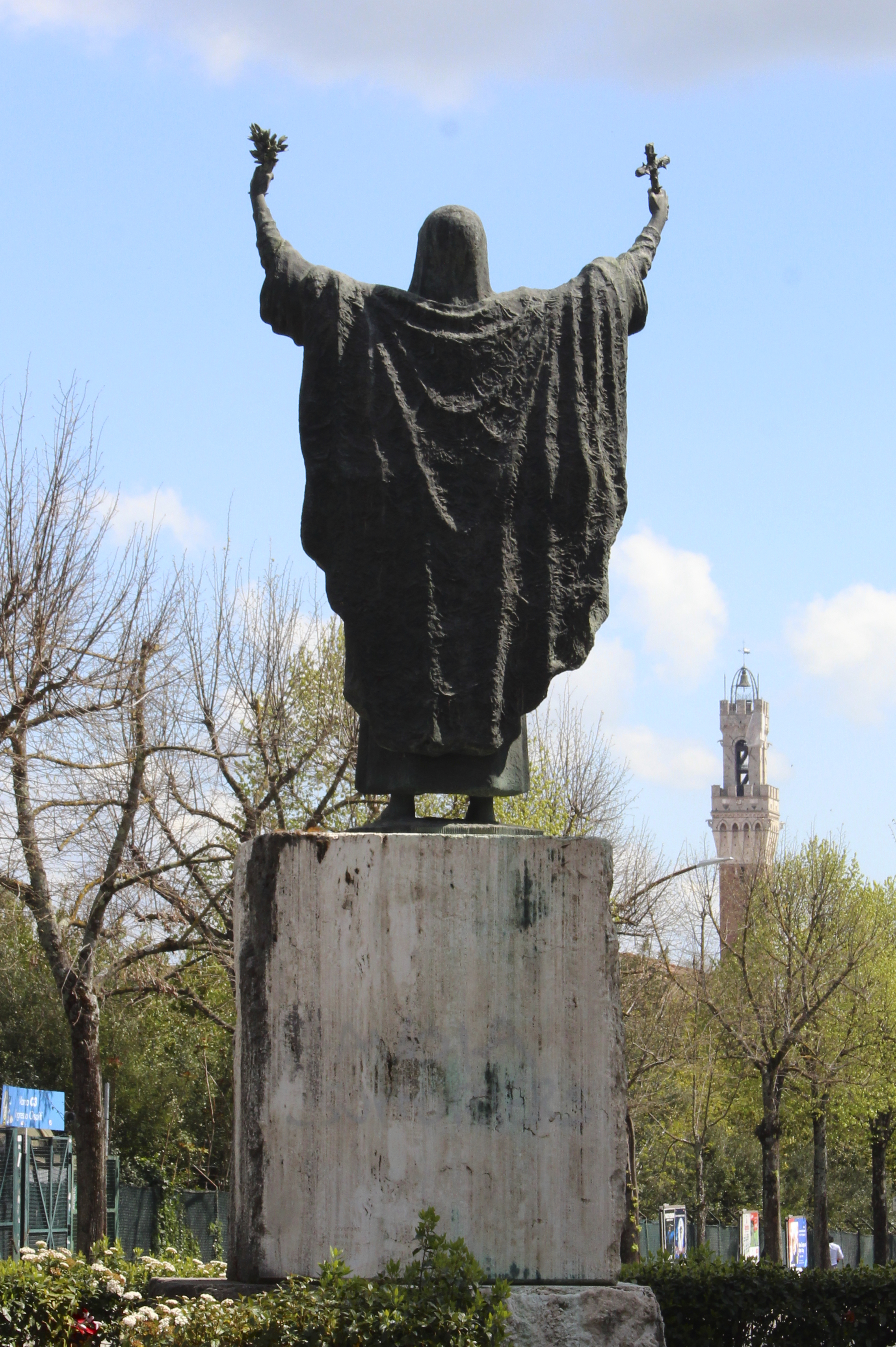
Die Statue der heiligen Katherina von Siena zur Stadt gewandt
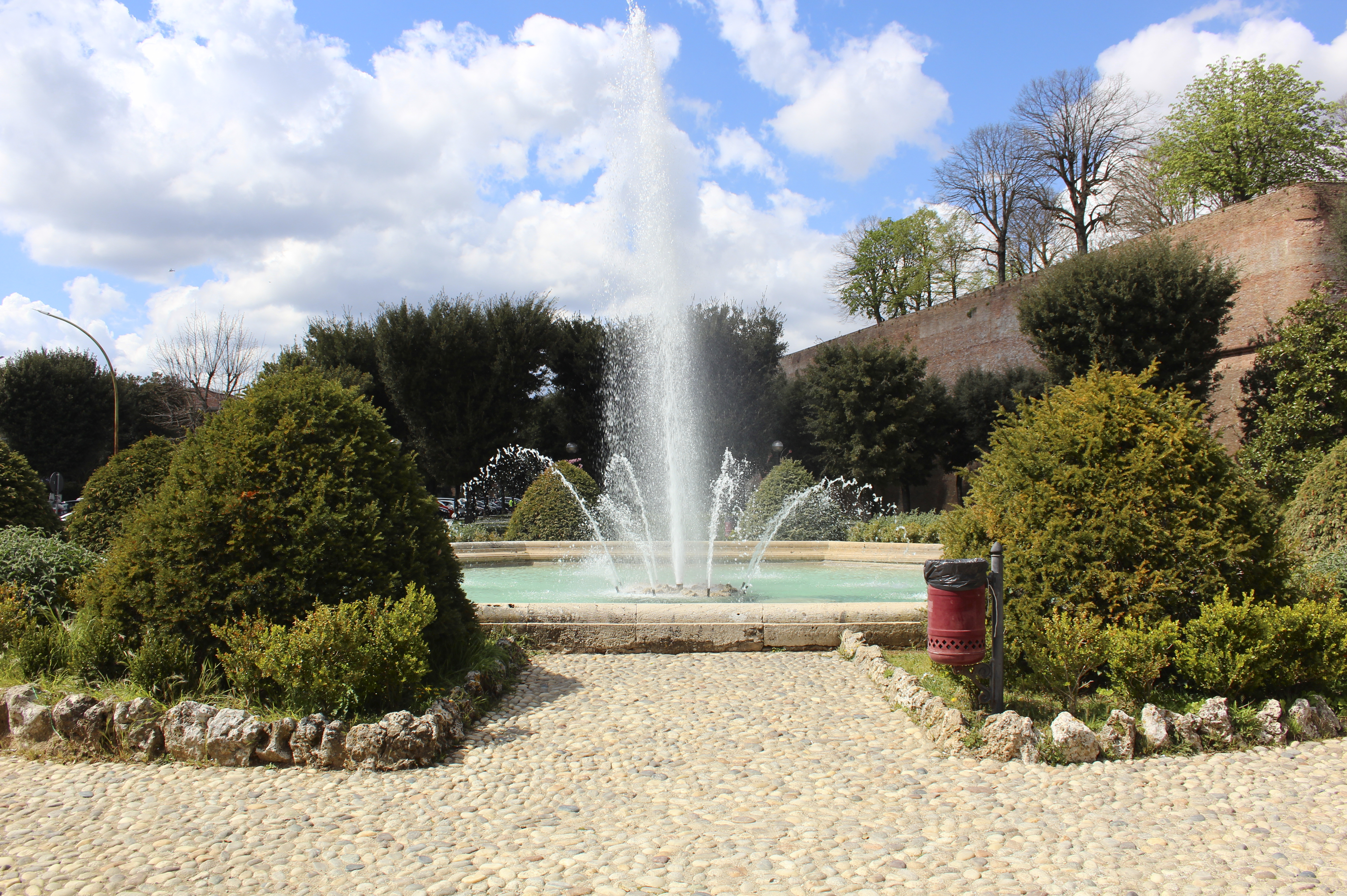
Der Brunnen Fontana di San Prospero im Park Parco della Rimembranza unterhalb der Festung